# Mgła gaśnicza
Mgła gaśnicza – forma podania wody gaśniczej poprzez prądownicę mgłową.
Krople wody w takiej strudze mają wielkość ok. 25 mikrometrów ("Mgła Telesto"), ok. 20 mikrometrów ("Mgła Otech"), (obłok) i świetne właściwości chłodzące (szybkie parowanie). Dodatkowo brak zwartego strumienia sprawia, że mgła wodna nie niszczy palących się obiektów. Dzięki mgle gaśniczej w pewnych sytuacjach istnieje możliwość gaszenia substancji lżejszych od wody, których nie można gasić wodą w strumieniu zwartym (np: benzyna).
Prądownica mgłowa wymaga podania dwóch mediów (wody i powietrza) pod ciśnieniem 4 barów.